# Brooklyn Bounce
Brooklyn Bounce – projekt muzyczny, składał się z dwóch niemieckich producentów trance – Matthiasa Mencka i Dennisa Bohna.

## Dyskografia

### Albumy
- 1997 The Beginning
- 1997 The Second Attack
- 1998 Remixed Collection
- 2000 The Progressive Years
- 2001 Restart
- 2002 BB Nation
- 2004 X-Pect The Un-X-Pected
- 2004 System Shock (The Lost Album 1999) (web-release)
- 2006 The Best Of Brooklyn Bounce
- 2010 BB-Styles DJ Edition
- 2011  More BB-Styles

### Single
- 1996 „The Theme (Of Progressive Attack)”
- 1997 „Get Ready To Bounce”
- 1997 „Take A Ride”
- 1997 „The Real Bass”
- 1998 „The Music’s Got Me”
- 1998 „Contact”
- 1999 „Canda! (The Dark Side Returns)”
- 1999 „Funk You”
- 2000 „Bass, Beats & Melody”
- 2000 „Tiempo De La Luna”
- 2001 „Born to Bounce (Music Is My Destiny)” z Christoph Brüx[1]

- 2001 „Club Bizarre”
- 2002 „Loud & Proud”
- 2002 „Bring It Back”
- 2003 „X2X (We Want More!)”
- 2004 „X-Pect the Un X-Pected”
- 2004 „There Is Nothing I Won’t Do”
- 2004 „Crazy”
- 2005 „Sex, Bass & Rock ‘n’ Roll”
- 2008 „The Theme (Of Progressive Attack) Recall 08"
- 2009 „Louder & Prouder”
- 2010 „crazy out now”
- 2010 „Bass, Beats & Melody Reloaded!”
- 2012 „Party Bounce”